# Yak-24 (航空機)
Yak-24
モニノ空軍博物館のYak-24
- 用途：輸送ヘリコプター
- 製造者：ヤコヴレフ設計局
- 運用者：ソ連空軍,アエロフロート
- 初飛行：1952年7月3日
- 生産数：40 - 100機
- 運用開始：1955年

Yak-24（ヤク24、ヤコヴレフ24；ロシア語:Як-24ヤーク・ドゥヴァッツァッチ・チトゥイリェ）は、ソビエト連邦で開発された唯一の双発タンデムローターのヘリコプターである。NATOコードネームはホース(Horse)

## 歴史
Yak-24は、それまでヘリコプター専業ではなかったヤコヴレフ設計局で中型のミル Mi-4を補完する大型輸送ヘリコプターとして設計され、試作初号機は1952年7月3日に初飛行した。本機は1,700 hp のシュベツォフ ASh-82V 星型エンジンを装備し、通常のソビエト連邦製ヘリコプターとは異なりタンデムローター配置をしており、「Letayushchiy Vagon (Летающий вагон) - '空飛ぶ客車'」というあだ名を付けられた。Yak-24のエンジンとトランスミッションは既に単発のMi-4で実証されているものと同じものであったが、Yak-24では成功した設計とはならなかった。2基のエンジンは各々が片方又は双方のローターを駆動できるように繋がっていたが、この構造は強烈な振動を引き起こした。問題が部分的に解決した後、新しいヘリコプターの量産命令が出され1955年から生産が始まった。1955年7月に初めて一般に公開され、1955年12月17日には2,000 kg を 5,082 m までと 4,000 kg を 2,902 mまで持ち上げて2つのペイロード世界記録を樹立した。
Yak-24の正確な生産数は定かではないが、技術的な問題により生産数は僅かだったと思われる。大型輸送ヘリコプターへの要求は、この時点で成功作のミル Mi-6で満たされていた。Yak-24の生産数で最も頻繁に言及される数値は100機であるが、幾つかの情報元では40機という数値が述べられている。また、旅客機型のYak-24Aは実際には生産されなかったとも言われている(ただし、アエロフロート塗装の旅客機型と思われる機体が映ったフィルムが存在しており、一概に判断する事はできない)。
短胴型の9座席VIPサロン型のYak-24Kと強力な2,700 hp ターボシャフト エンジンを搭載した39席の民間型Yak-24Pの2機種が提案されたが製造はされなかった。

## 運用
ソビエト連邦
- アエロフロート
- ソ連空軍

最初の量産型Yak-24陸軍輸送ヘリコプターは30名の空挺兵、担架18床 又は3,000 kgの貨物を運ぶことができた。1958年からは全金属製のより大きなローター(21 m)と全金属製の胴体になった改良型Yak-24Uになり、これは40名の兵員又は2台のGAZ-69か対戦車砲を含む3,500 kgの貨物を運ぶことができた。1960年からは30名の乗客を乗せることのできる民間型のYak-24Aが少数生産され、この機は5,000 kgの外部吊り下げ能力を持つ空飛ぶクレーンとしても使用された。

## 性能・主要諸元
- 乗員：3名
- 積載量：兵員 30名、担架 18床、3,000 kg (6,600 lb)
- 全長：21.34 m (70 ft 0 in)
- 全高：
- 主回転翼直径：2 x 20.20 m (66 ft 3 in)
- 円板面積：640.9 m² (6,899 ft²)
- 円板荷重：
- 空虚重量：10,607 kg (23,384 lb)
- 最大離陸重量：14,270 kg (31,460 lb)
- 推力重量比：
- 発動機：2 × シュベツォフ ASh-82V 星型エンジン、1,268 kW (1,700 hp )
- 超過禁止速度：195 km/h (122 mph)
- 航続距離：430 km (268 miles)
- 巡航高度：5,000 m (16,400 ft)